# Heredia (miasto)
Heredia – miasto w środkowej Kostaryce, położone w śródgórskim obniżeniu Meseta Centralna na wysokości około 1140 m n.p.m., u południowych podnóży wulkanu Barva. Znajduje się 11 km na północ od stolicy kraju San José. Heredia jest ośrodkiem administracyjnym prowincji Heredia. Ludność: 20,2 tys. mieszk. (2000).
Miasto zostało założone około 1570 jako Cubujuquí. Później nosiło nazwę Villavieja, by ostatecznie przyjąć obecną nazwę w 1763. W latach 30. XIX wieku Heredia pełniła krótko funkcję stolicy kraju.
W Heredii znajduje się jeden z najważniejszych uniwersytetów kraju Universidad Nacional de Costa Rica.
Miasto położone jest niedaleko Drogi Panamerykańskiej.

## Transport

### Transport drogowy
Przez miasto Heredia przebiegają następujące drogi krajowe:
- Droga krajowa nr 3
- Droga krajowa nr 5
- Droga krajowa nr 112
- Droga krajowa nr 113
- Droga krajowa nr 126
- Droga krajowa nr 171